# Blood of the Werewolf
Blood of the Werewolf (укр. Кров вовкулаки) — відеогра-платформер 2013 року, що розроблена та випущена американською інді-студією Scientifically Proven для платформи Microsoft Windows. У 2014 році була випущена оновлена версія для PlayStation 3 і Xbox 360.

## Сюжет
У цій оді класичним платформерам станьте Селеною, люблячою матір'ю, відданою дружиною та могутнім перевертнем. Помстіться монстрам, які вбили вашого чоловіка і вкрали вашу дитину. Плавно перетворюйтеся з людини на вовкулаку при світлі місяця, стріляючи, рубаючи та трощачи понад 30 ворогів та протистоячи п'ятьом жорстоким босам.